# Departamento Mercedes
Mercedes ist ein Departamento im Zentrum der Provinz Corrientes im Nordosten Argentiniens und eine von 25 Verwaltungseinheiten der Provinz. Mit 9.588 km² ist es das flächenmäßig größte Departamento der Provinz, in dem 39.206 Einwohner (2001, INDEC) leben.
Das Departamento Mercedes grenzt im Norden an die Departamentos San Roque, Concepción und Ituzaingó, im Westen an die Departamentos San Martín und Paso de los Libres, im Süden an das Departamento Curuzú Cuatiá und im Osten an das Departamento Lavalle.

## Städte und Gemeinden
Die Hauptstadt des Departamentos Mercedes heißt ebenfalls Mercedes. Bis 1835 trug sie den Guaraní-Namen Pay Ubre.
- Mercedes
- Mariano I. Loza
- Felipe Yofré
- Naranjito

## Wirtschaft
Die saftigen Weiden des Departamentos Mercedes begünstigen die Viehwirtschaft. Die Rinderzucht ist in der Nähe der Departamentshauptstadt Mercedes konzentriert, wo sich auch ein Kühlhaus für das Fleisch befindet. Daneben existieren Gerbereien und ein blühendes Lederhandwerk.
Im Süden des Departamentos Mercedes wird Kalk gewonnen. Mercedes liefert einen großen Teil des Materials für den Straßenbau der Provinz Corrientes.
Koordinaten: 29° 12′ S, 58° 6′ W